# Nigroporus vinosus
Nigroporus vinosus är en svampart som först beskrevs av Miles Joseph Berkeley, och fick sitt nu gällande namn av William Alphonso Murrill 1905. Nigroporus vinosus ingår i släktet Nigroporus och familjen Polyporaceae.   Inga underarter finns listade i Catalogue of Life.